# Blöten
Blöten är en sjö i Bollnäs kommun i Hälsingland och ingår i Ljusnans huvudavrinningsområde. Sjön är 4 meter djup, har en yta på 0,0636 kvadratkilometer och är belägen 201,6 meter över havet. Sjön avvattnas av vattendraget Ängaån (Millmyrån eller Blötån).

## Delavrinningsområde
Blöten ingår i det delavrinningsområde (682409-154243) som SMHI kallar för Inloppet i Norra Maskinsjön. Medelhöjden är 248 meter över havet och ytan är 5,72 kvadratkilometer. Räknas de 4 avrinningsområdena uppströms in blir den ackumulerade arean 13,52 kvadratkilometer. Ängaån (Millmyrån) som avvattnar avrinningsområdet har biflödesordning 2, vilket innebär att vattnet flödar genom totalt 2 vattendrag innan det når havet efter 85 kilometer. Avrinningsområdet består mestadels av skog (87 procent). Avrinningsområdet har 0,06 kvadratkilometer vattenytor vilket ger det en sjöprocent på 1,1 procent.